# Cinnamomum johnstonii
Cinnamomum johnstonii là loài thực vật có hoa trong họ Nguyệt quế. Loài này được (C.K.Allen) Kosterm. miêu tả khoa học đầu tiên năm 1961.